# めぐみの農業協同組合
めぐみの農業協同組合（めぐみののうぎょうきょうどうくみあい）は、岐阜県関市に本店を置く農業協同組合。岐阜県関市、美濃市、美濃加茂市、可児市、郡上市、加茂郡坂祝町、富加町、川辺町、七宗町、八百津町、白川町、東白川村、可児郡御嵩町の5市7町1村を管轄する。略称はJAめぐみの。
2003年（平成15年）に中濃地域を管轄する5つの農協（JA中濃、JA郡上、JAおくみの、JAみのかも、JA可児）が合併して結成された。

## 概要
- 本部所在地：岐阜県関市若草通1-1
- 代表者：山内清久（代表理事組合長）
- 管内面積：2,454.87km2
- 組合員数：61,573人（正組合員 29,743人、准組合員 31,830人・2019年（令和元年）7月1日現在）
- 店舗
  - 本店：1
  - 地域本部：4
  - 支店：80
  - コミュニティー・営業所：24　など

## 沿革
- 2003年（平成15年）4月1日 - 中濃地域を管轄する5つの農協（中濃・郡上・奥美濃・美濃加茂・可児）が合併して結成。

## 各地域本部
全国でも有数の広域大型農協であり、管内面積が神奈川県や佐賀県よりも広い。
中濃地域本部
- 岐阜県関市、美濃市

郡上地域本部
- 岐阜県郡上市

みのかも地域本部
- 岐阜県美濃加茂市、加茂郡坂祝町、富加町、川辺町、七宗町、八百津町、白川町、東白川村

可児地域本部
- 岐阜県可児市、可児郡御嵩町

## 主な取扱品目

### 農畜産物
- みのにしき（米）
- ひるがの高原ダイコン
- 夏秋トマト
- 富有柿
- 飛騨牛
- 美濃ヘルシーポーク
- 奥美濃古地鶏

### 加工品
- 明方ハム
- 堂上蜂屋柿
- 白川茶